# Michael Jackels
Michael Owen Jackels (ur. 13 kwietnia 1954 w Rapid City, Południowa Dakota) – amerykański duchowny katolicki, arcybiskup metropolita Dubuque w latach 2013–2023.

## Życiorys
Święcenia kapłańskie otrzymał 30 maja 1981 z rąk Glennona Flavina, ordynariusza Lincoln. W roku 1989 uzyskał doktorat z teologii na Angelicum w Rzymie. Po powrocie do kraju służył jako dyrektor ds. Edukacji Religijnej i diecezjalny mistrz ceremonii w diecezji Lincoln. Od 1997 pracował w Kurii Rzymskiej w Kongregacji Nauki Wiary. 
28 stycznia 2005 otrzymał nominację na ordynariusza diecezji Wichita. Sakrę otrzymał z rąk metropolity Josepha F. Naumanna. 8 kwietnia 2013 papież Franciszek mianował go metropolitą Dubuque. Ingres odbył się 30 maja 2013.
Paliusz otrzymał z rąk papieża Franciszka w dniu 29 czerwca 2013.
4 kwietnia 2023 papież przyjął jego rezygnację z urzędu złożoną ze względów zdrowotnych.